# Fatuma binti Yusuf al-Alawi
Fatuma binti Yusuf al-Alawi, née vers 1650 et morte en 1715, est une reine d'Unguja dans le pré-sultanat de Zanzibar (incorporé désormais dans la Tanzanie). La reine Fatuma a régné pendant une période de transition, en Afrique de l'Est, entre le pouvoir colonial portugais et la puissance montante du sultanat d'Oman.

## Biographie
Fatuma binti Yusuf al-Alawi (également appelée Fatuma ou Fatima) est née vers 1650. Elle est de descendance sayyide et ses ancêtres sont originaires de Hadhramaut, au Yémen, mais elle revendique également une ascendance perse. Elle est la fille du roi Yusuf de Zanzibar. Celui-ci a divisé le territoire d'Unguja en deux pour son héritage, un royaume méridional dirigé par son frère Bakari bin Yusuf depuis Kizimkazi et un royaume septentrional dirigé par Fatuma depuis le site de l'actuelle ville de Zanzibar.
Fatuma épouse son cousin Abdullah, roi des Utondwe, un royaume swahili sur la côte africaine en face de Zanzibar. Ils ont eu un fils, Hasan.
La reine Fatuma règne pendant une période de transition en Afrique de l'Est, entre le pouvoir colonial portugais et la puissance montante d'Oman. Fatuma reste fidèle à une alliance avec les Portugais, tentant ainsi de réapprovisionner Fort Jesus,  sur l'île de Mombasa (le Kenya moderne) avant sa chute devant les Omanais lors du siège de 1696-1698. 
Zanzibar est ensuite attaqué par les Omanais qui mettent à bas la colonie portugaise et construisent le Vieux Fort de Zanzibar sur le site de la chapelle portugaise et la maison d'un marchand,.
Fatuma et Hasan sont faits prisonniers et envoyés en exil à Oman. Ils sont autorisés à revenir sur leur royaume en 1709 et Fatuma gouverne Zanzibar en tant qu'État client d'Oman depuis son palais, sur le site de la Maison des Merveilles (le palais du futur Sultanat de Zanzibar),. Les Omanais restent présents et menaçants, l'un des canons du Vieux Fort étant pointé sur le palais de Fatuma. Fatuma meurt en 1715 et est enterrée dans une parcelle familiale au sud immédiat du fort. Fatuma est remplacée par Hasan. Son petit-fils, le fils de Hasan, est l'avant-dernier dirigeant indépendant de Zanzibar avant l'établissement du sultanat omanais.